# Andineeme
Andineeme is een plaats in de Estlandse gemeente Kuusalu, provincie Harjumaa. De plaats heeft de status van dorp (Estisch: küla).

## Bevolking
Het dorp had 24 inwoners op 31 december 2011 en 35 inwoners op 31 december 2021.

## Ligging
De plaats ligt aan de Baai van Kolga, een onderdeel van de Finse Golf.